# Природа любви (статья)
«Природа любви» (англ. The nature of love) — статья американского психолога Гарри Харлоу, вышедшая в 1958 году в журнале American Psychologist. Статья описывает серию экспериментов для изучения механизмов формирования привязанности у детёнышей макак-резусов. Используя искусственных «суррогатных матерей», изготовленных из мягкой ткани и проволоки, Харлоу продемонстрировал, что контактный комфорт имеет важнейшую роль в уходе за ребёнком, наравне с удовлетворением базовых физиологических потребностей, таких как питание. Эти исследования оказали значительное влияние на понимание психологии привязанности, способствовали пересмотру взглядов на воспитание детей. Эксперименты также вызвали дискуссии об этике использования животных в научных исследованиях из-за причинения им психологического стресса.

## Предпосылки
В середине XX века доминировали взгляды, согласно которым любовь младенца к матери была вторичной потребностью и возникала из-за ассоциации матери с удовлетворением основных биологических потребностей, особенно голода. Так психоаналитики считали, что привязанность возникает из-за ассоциации матери с удовлетворением оральных потребностей младенца в первые годы жизни. Бихевиористы придерживались схожей позиции, полагая, что когда мать удовлетворяет голод младенца, она тем самым постоянно подкрепляет ассоциацию с положительными эмоциями. Это, в свою очередь, ведёт к формированию привязанности и любви.
Харлоу не находил эти гипотезы убедительными. Бихевиористский подход не объяснял причину сохранения любви к матери после окончания фазы кормления. Ведь обычно такие ассоциации быстро утрачиваются. Психоанализ же он вообще не рассматривал всерьёз.
К тому же Харлоу заметил, что детёныши обезьян, выращенные в лабораторных условиях и изолированные от матерей по санитарным соображениям, проявляли сильную привязанность к мягким тканевым пелёнкам, покрывающим пол их клеток. При удалении этих пелёнок для чистки обезьяны становились беспокойными и раздражительными, а без них детёныши часто вообще не выживали. Это наблюдение навело Харлоу на мысль о том, что потребность в физическом контакте и комфорте может быть столь же фундаментальной, как и потребность в пище.

## Суррогатные матери

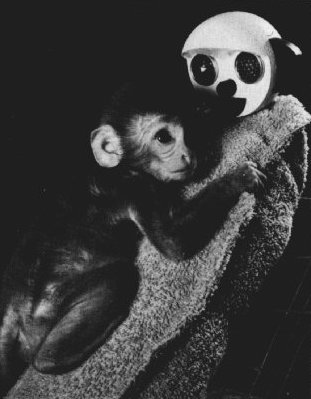
Детёныш макаки обнимает тряпичную «мать»

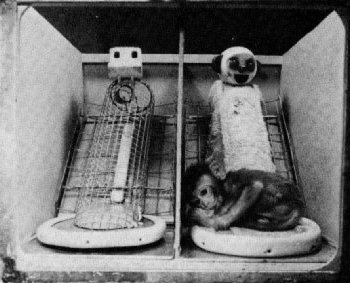
Клетка с проволочной и тряпичной «матерями»

Чтобы проверить свою гипотезу, Харлоу разработал серию экспериментов с использованием так называемых «суррогатных матерей» для детёнышей макак. Были созданы два типа «суррогатных матерей»:
- Тряпичная мать: изготовлена из дерева, покрыта губчатой резиной и обтянута мягкой махровой тканью. Внутри была лампочка для обеспечения тепла, а в области груди установлен механизм для кормления.
- Проволочная мать: аналогичной формы, с тем же механизмом для кормления и источником тепла, но изготовлена из голой проволочной сетки без мягкого покрытия[1][2].

В эксперименте участвовали восемь новорождённых обезьян, разделённых на две группы. В первой группе тряпичная мать была оснащена бутылочкой с молоком, во второй группе кормление осуществлялось проволочной матерью. Однако у всех обезьян был доступ к обеим «суррогатным матерям» в их клетках.

## Тесты
В течение первых пяти месяцев жизни детёнышей Харлоу и его команда систематически измеряли время, которое каждая обезьяна проводила с каждой «суррогатной матерью». А также провели серию тестов:
- Тест с пугающим объектом: в клетку помещали предмет, вызывающий страх (например, механическую игрушку). Наблюдалось, к какой матери обратится обезьяна за утешением.
- «Странная ситуация»: обезьян поместили в незнакомую комнату с различными объектами для исследования. Проверялось, будут ли они исследовать новое окружение и как наличие «суррогатной матери» повлияет на их поведение.
- Тест на разлуку: после периода разлуки с «суррогатной матерью» наблюдалось поведение обезьян при повторной встрече[1][2].

## Результаты
В результате наблюдений Харлоу выяснил, что независимо от того, какая мать обеспечивала кормление, все детёныши проводили значительно больше времени с тряпичной матерью. Даже те, кто получал питание от проволочной матери, лишь ненадолго отходили к ней для кормления, сразу же возвращаясь к мягкой тряпичной матери для контакта.
В стрессовой ситуации обезьяны всегда бежали к тряпичной матери за утешением и защитой. В «странной ситуации» обезьяны, имея доступ к тряпичной матери, демонстрировали любопытство и исследовали окружающую среду, периодически возвращаясь к ней для подкрепления чувства безопасности. Без неё они были подавлены, пугались и не проявляли исследовательской активности.
После периода разлуки с тряпичной матерью обезьяны при воссоединении проявляли сильную эмоциональную реакцию, крепко обнимая её и демонстрируя признаки облегчения и привязанности.

## Критика и влияние
Эксперименты Харлоу вызвали широкую критику за жестокость и неэтичность. Обезьянам наносились серьёзные психологические травмы, их поведение было нарушено, а некоторые детёныши погибли. Критики также утверждали, что результаты экспериментов не могут быть перенесены на человеческие отношения, так как обезьяны и люди слишком различны.
В то же время, эксперименты Харлоу оказали огромное влияние на понимание психологии человеческих отношений. Они показали, что не столь важно кто кормит и удовлетворяет физиологические потребности ребёнка, сколько кто обеспечивает контактный комфорт. Это привело к пересмотру традиционных представлений о роли матери и отца в воспитании детей, ведь отцы тоже могут предоставить контактный комфорт ребёнку и больше участвовать в уходе за ним. Помимо изменений в семье, работа Харлоу привела к переоценке методов ухода за детьми в больницах, детских домах и других учреждениях.
На статью Харлоу продолжают ссылаться и современные исследователи, а идея о важности контактного комфорта нашла своё применение в психотерапии, особенно при работе с детьми, пережившими травму или материнскую депривацию.